# 마훙빈

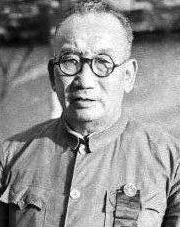

마훙빈(중국어: 马鸿宾, Xiao'erjing: مَا خٌ‌بٍ, 1884년 9월 14일 ~ 1960년 10월 21일)은 주로 중화민국 시대에 활동한 저명한 중국 무슬림 군벌이며 마가군의 일부였다. 그는 짧은 기간 동안 간쑤성 및 닝샤성의 의장 대행을 역임했다.

## 생애
마훙빈은 간쑤성의 린샤현의 한 마을에서 태어났다. 1900년 의화단의 난에서 북경 전투(1900)에서 외국인과 싸우다 사망한 마푸루의 아들이었다. 마푸샹의 조카로서 그는 그를 따라 나중에 펑위샹이 군대에 입대했다. 그와 마푸샹은 가로회의 공격으로부터 산다오허의 가톨릭 선교부를 보호했으며 그는 레오폴드 훈장(벨기에)을 받았다.
그는 장개석과 협력하여 국민혁명군 24군 22사단 사령관으로 임명되었다. 그는 1921년부터 1928년까지 닝샤 총독, 1930년 닝샤 정부 주석을 역임했다. 그러나 마훙빈은 그의 사촌인 마홍규이와 권력투쟁을 일으켰고 결과적으로 패했다. 1930년에 장제스는 마훙빈을 간쑤 지방의회 의장으로 지명하여 1931년까지 재직했다. 간쑤에 대한 홍빈의 통제는 매우 제한적이었지만, 그 지방은 그의 라이벌인 마중잉이 대부분 통치했기 때문이다. 1934년 7월 중잉이 소련으로 떠난 후에도 간쑤의 군대와 민간인들은 여전히 중잉에 충성했다. 홍빈은 1934년 초 동료 장군 손뎬잉의 닝샤 침공에 맞서 싸울 마홍규를 도왔다.
일본은 1939년 쑤이위안에서 닝샤를 침공하고 후이족 무슬림 꼭두각시 국가를 만들 계획을 세웠다. 이듬해인 1940년, 일본군은 마훙빈에게 군사적으로 패해 계획이 무너졌다. 마훙빈의 후이족 무슬림 군대는 일본에 대한 추가 공격을 시작했다.
제2차 중일전쟁과 제2차 세계대전 당시 81군단 사령관이 되었다. 1940년 마훙빈의 무슬림 군대는 일본과 그들의 몽골 꼭두각시 국가인 몽강을 상대로 한 전투에 참전했다. 같은 해 우위안 전투에서 마훙빈은 일본에 대항하는 81 군단을 이끌었다. 일본군은 중국 무슬림 세력에게 패하고 우위안을 탈환했다. 일본은 우위안 전투와 서수이위안 전투에서 중국 무슬림 군대에 독가스를 사용했다. 전쟁 내내 마훙빈은 일본과 몽골 동맹국에 대한 군사 작전을 계속했다.
마훙빈의 군대는 씨족 중심의 봉건적이었다. 81군단 참모총장은 처남인 마장량이었다.
미국아시아협회는 그가 84군단을 지휘했다고 보고했다.
전쟁이 끝난 후 그는 북서부 육군 본부 내에서 선임 고문이 되었다. 그의 사촌인 마홍규가 사임하고 대만으로 도피하자 그 자리는 마훙빈에게 넘어갔다. 1949년 국공내전 중 인민해방군이 북서쪽으로 다가오자 마훙빈과 그의 아들 마둔징이 81군단을 이끌고 공산군 쪽으로 건너갔다. 그는 간쑤 지방의 부회장(나중에 부주지사로 변경됨)으로 임명되었다. 그는 또한 민족사무위원회 부주임이자 중화인민공화국 국방위원회 위원이었다. 1960년 란저우에서 사망했다.

## 같이 보기
- 마가군

## 참고문헌
- Lin, Hsiao-ting (2011). 《Modern China's Ethnic Frontiers: A Journey to the West》. Abingdon-on-Thames: Routledge.